# Секретар спољних послова Сједињених Америчких Држава
Секретар спољних послова Сједињених Америчких Држава (енгл. United States Secretary of Foreign Affairs) била је позиција која је постојала у Сједињеним Америчким Државама од 10. јануара 1781. до 15. септембра 1789. године.

## Историја
Уговор о конфедерацији и сталној унији (енгл. Articles of Confederation and Perpetual Union) дозвољава Конгресу Конфедерације да бира „такве одборе и државне службенике који могу бити потребни за управљање општим пословима Сједињених Држава”.
Конгрес Конфедерације је 10. јануара 1780. године основао Министарство спољних послова.
Конгрес је 10. августа 1781. године изабрао Роберта Ливингстона, делегата из Њујорка, за првог секретара спољних послова. Ливингстон није био у могућности да преузме канцеларију до 20. октобра 1781. Био је на функцији до 4. јуна 1783. године, када га је на том мјесто наслиједио Џон Џеј, који је био на функцији до 4. марта 1789, када је влада под Уговором о конфедерацији препустила мјесто влади под Уставом.
| Секретари спољних послова | Секретари спољних послова | Секретари спољних послова | Секретари спољних послова | Секретари спољних послова | Секретари спољних послова |
| .                         | Портрет                   | Име                       | Држава                    | Почетак функције          | Крај функције             |
| ------------------------- | ------------------------- | ------------------------- | ------------------------- | ------------------------- | ------------------------- |
| 1                         |                           | Роберт Р. Ливингстон      | Њујорк                    | 20. октобар 1781.         | 4. јун 1783.              |
| 2                         |                           | Џон Џеј                   | Њујорк                    | 7. мај 1784.              | 4. март 1789.             |

Канцеларија секретара спољних послова и министарства спољних послова су поновно успостављене законом који је потписао Џорџ Вашингтон 27. јула 1789. године. Џон Џеј се задржао на привремено на функцији, чекајући повратак Томаса Џеферсона из Француске. Међутим, 15. септембра 1789, прије него што је Џеферсон могао да преузме позицију, Вашингтон је потписао још један закон којим је промјењено име канцеларије из „Секретар спољних послова” у „Државни секретар”, мијењајући име министарства у Државни секретаријат, додајући нека домаћа овлашћења и одговорности и канцеларији секретара и секретаријату.
| . | Портрет             | Име     | Држава | Почетак функције         | Крај функције            |
| - | ------------------- | ------- | ------ | ------------------------ | ------------------------ |
| – |                     | Џон Џеј | Њујорк | Секретар спољних послова | Секретар спољних послова |
| – | 27. јул 1789.       | Џон Џеј | Њујорк | 15. септембар 1789.      |                          |
| – | Државни секретар    | Џон Џеј | Њујорк |                          |                          |
| – | 15. септембар 1789. | Џон Џеј | Њујорк | 22. март 1790.           |                          |

Томас Џеферсон је преузео канцеларију 22. марта 1790. године као први Државни секретар Сједињених Држава.